# Coloboceras longiusculus
Coloboceras longiusculus är en spindeldjursart som beskrevs av Édouard Louis Trouessart 1889. Coloboceras longiusculus ingår i släktet Coloboceras, och familjen Halacaridae. Arten är reproducerande i Sverige.